# Койне (мовознавство)

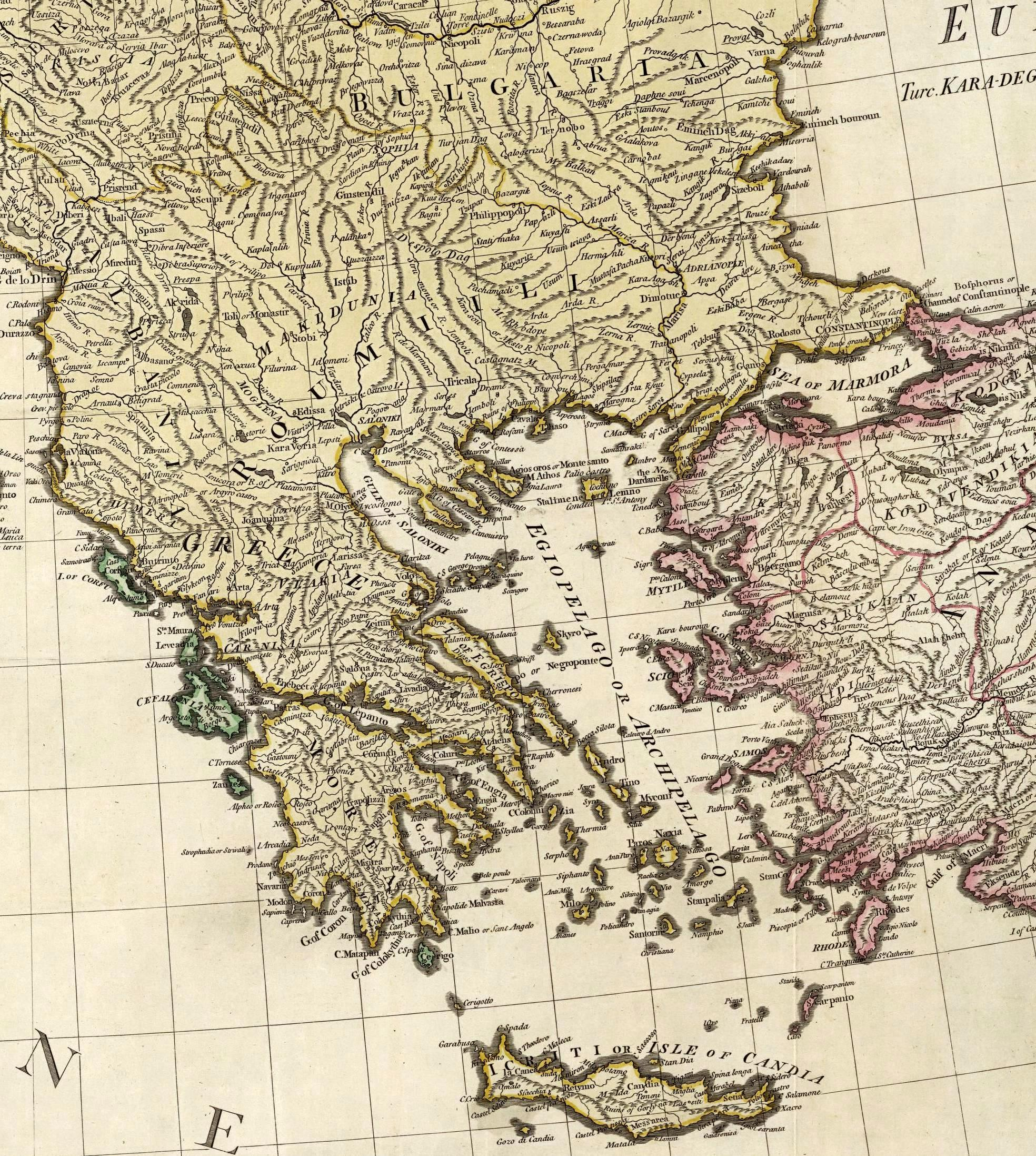
Незважаючи на різні діалекти, поширення койне в Стародавній Греції дозволило різним грецьким політичним утворенням підтримувати комерційні та дипломатичні відносини.

У мовознавстві койне́ (від грец. κοινὴ διάλεκτος — «спільна мова») — це стандартизована або загальновживана мова чи діалект, що виникла внаслідок контакту, змішування та часто спрощення двох або більше взаємозрозумілих різновидів однієї мови.
Оскільки мовці вже розуміли один одного до появи койне, процес койнезації не такий різкий, як піджинізація та креолізація. На відміну від піджинізації та креолізації, у койнезації немає «цілі», та мовцям не потрібно відмовлятися від своїх власних мовних різновидів.
Нормальний вплив між сусідніми діалектами не розглядається як койнезація. Різновид койне з'являється як новий розмовний різновид на додаток до початкових діалектів. Це не змінює жодного наявного діалекту, що відрізняє койнезацію від нормальної еволюції діалектів.

### Діалекти койне
- Австралійська англійська — діалект, який спочатку виник як суміш англійської кокні та ірландської англійської 18-го століття, а згодом певним чином вплинув на англійську літературну вимову в 19-му столітті.[3]
- Центральноазіатська корейська (корьо мар), заснована на юкчинському діалекті та багатьох інших різновидах північно-східної корейської.[4]
- Поетичне койне на основі староарабської і класичної арабської.

### Мови койне
- Фіджійська гінді
- Карибська гіндустані
- Дано-норвезька, основа найбільш широко використовуваного письмового стандарту Норвегії, букмол.
- Грецьке койне — мова, яка дала назву загальному явищу.
- Сучасний іврит, унікальний тим, що є міжчасовим койне різних етапів івриту.
- Паленбангська мова, на якій розмовляють на Південній Суматрі.

## Передумови
Термін "койне", що в перекладі з грецької означає "загальний", вперше був використаний для позначення форми грецької мови, яка використовувалася як лінгва франка в елліністичний та римський періоди. Вона виникла як змішана народна мова серед простих людей в Піреї, морському порту Афін, який був населений греками з різних частин Середземномор'я.
Койнеїзація призводить до появи нових діалектних різновидів в результаті контакту між носіями взаємозрозумілих різновидів цієї мови. Койнеїзація є окремим випадком діалектного контакту, і вона, як правило, відбувається в нових поселеннях, до яких люди мігрували з різних частин однієї мовної області. Койнеїзація зазвичай займає два-три покоління, щоб завершити, але вона може бути досягнута протягом першого покоління.
Мовні варіації є систематичними, оскільки вони можуть бути пов'язані з соціальний поділ всередині громади, такі як клас і стать. Можна показати, що зміни походять від певних соціальних груп, заснованих на цих поділах. Однак останнім часом ряд лінгвістів стверджують, що мовна зміна лежить на особистості.